# 황금의 태양: 칠흑의 새벽
《황금의 태양: 칠흑의 새벽》은 카멜롯이 개발하고 닌텐도가 배급한 롤플레잉 비디오 게임이다. 《황금의 태양》 시리즈 세 번째 작품으로, 닌텐도 DS로 개발돼 2010년 출시됐다.
《칠흑의 새벽》은 첫 두 게임들으로부터 30년 후를 무대로 하며, 전작 주연들의 후손들이 중심으로 이야기가 전개된다. 게임에 대한 정보는 E3 2009에서 처음 예고했으며, 이후 게임 제목과 예정 출시일은 닌텐도의 E3 2010 발표회에서 공개됐다.
발매 당시 평단에서 대체적으로 호평을 받았다. 닌텐도 DS의 성능을 활용한 3D 그래픽에 대해서 칭찬을 받았으나, 지나치게 비대한 대사 수같은 전작들의 문제점이 수정되지 않았음에 지적받았다.

## 반응
《황금의 태양: 칠흑의 새벽》은 메타크리틱에서 79%, 게임랭킹스에서 80%를 기록했다.

## 참조

### 내용주
1. ↑  일본어: 黄金の太陽 漆黒なる夜明け, 영어: Golden Sun: Dark Dawn